# Julie Strathmeyer-Wertz
Julie Strathmeyer-Wertz (* 22. September 1898 in Dresden; † 11. April 1989 in Stuttgart) war eine deutsche Malerin und Grafikerin.

## Leben und Werk
Julie Strathmeyer-Wertz studierte ab 1917 Architektur an der Technischen Hochschule Dresden und Kunst bei Richard Dreher und Hermann Dittrich an der Kunstakademie Dresden. 1921 zog sie nach Stuttgart-Bad Cannstatt um. Von 1923 bis 1929 studierte sie bei Arnold Waldschmidt, Alexander Eckener und Heinrich Altherr an der Kunstakademie Stuttgart. 1929 absolvierte sie einen Studienaufenthalt in Berlin.
Ab 1931 wirkte Julie Strathmeyer-Wertz als freischaffende Künstlerin. Sie unterhielt ein Atelier im Stuttgarter Malerinnenhaus. 1935 und 1936 hielt sie sich kunstbedingt in Spanien auf. 1939 unternahm sie mit Malschülerinnen eine Studienreise nach Italien. 1940 bis 1944 leistete sie künstlerische Betreuung von Verwundeten in Stuttgarter Lazaretten. 1944 verlor sie durch Kriegseinwirkung ihr künstlerisches Frühwerk. 1947 heiratete sie Hermann Strathmeyer. Von 1964 bis 1972 war Julie Strathmeyer-Wertz zweite Vorsitzende des Stuttgarter Künstlerbundes. In den Jahren von 1967 bis 1980 unternahm sie Studienreisen nach Norwegen, Kanada, in die UdSSR und nach Südafrika.

## Ausstellungsteilnahmen (Auszug)
- 1932: Stuttgarter Sezession.
- 1934–1972: Ausstellungen im „Kunsthöfle“, Stuttgart-Bad Cannstatt.
- 1935–1936: Ausstellungen in Valencia.
- 1947: Württembergischer Kunstverein Stuttgart.